# Die Grenzen des Wachstums
Die Grenzen des Wachstums. Bericht des Club of Rome zur Lage der Menschheit (Originaltitel: englisch The Limits to Growth. A Report for the Club of Rome’s Project on the Predicament of Mankind) ist eine 1972 veröffentlichte Studie zur Zukunft der Weltwirtschaft. Sie wurde am Massachusetts Institute of Technology erstellt und von der Volkswagenstiftung mit einer Million DM finanziert. Beauftragt hatte sie der Club of Rome. Ausgangspunkt der Studie war der Nachweis, dass das individuelle lokale Handeln aller Menschen globale Auswirkungen hat, die weit über den Zeithorizont und Handlungsraum der Einzelnen hinausgehen.
Der Bericht wurde Anfang 1972 auf zwei internationalen Konferenzen (Smithsonian Institution, Washington, 2. März 1972; St. Gallen Symposium, 3. Internationales Management-Gespräch) zur Diskussion gestellt und in Buchform veröffentlicht. Bis heute sind von diesem Buch über 30 Millionen Exemplare in 30 Sprachen verkauft worden. 1973 wurde der Club of Rome dafür mit dem Friedenspreis des Deutschen Buchhandels ausgezeichnet.

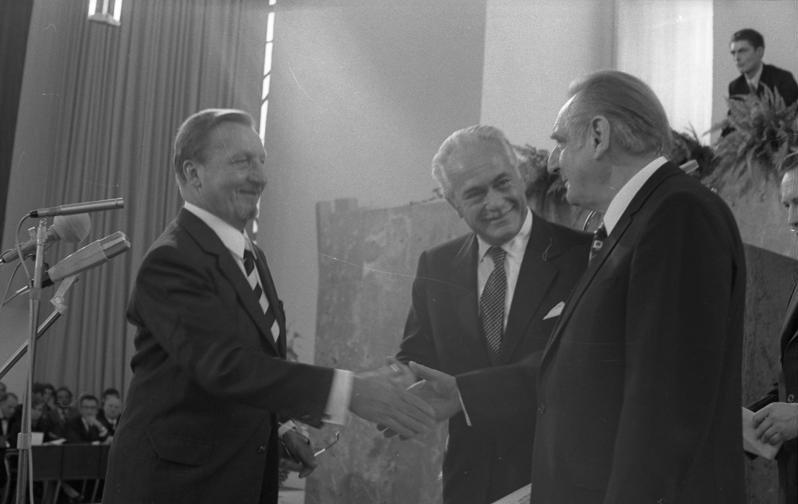
Verleihung des Friedenspreises des Deutschen Buchhandels für 1973 an den Club of Rome in der Frankfurter Paulskirche. V. l. n. r.: Ernst Klett, Aurelio Peccei, Eduard Pestel (beide Mitglieder des Exekutiv-Komitees des Club of Rome)

Die Studie beruht auf einer Computersimulation. Donella und Dennis Meadows und deren Mitarbeiter am Jay Wright Forresters Institut für Systemdynamik führten dabei eine Systemanalyse verschiedener Szenarien durch. Das benutzte Weltmodell diente der Untersuchung von fünf Tendenzen mit globaler Wirkung: Industrialisierung, Bevölkerungswachstum, Unterernährung, Ausbeutung von Rohstoff-Reserven und Zerstörung von Lebensraum. So wurden Szenarien mit unterschiedlich hoch angesetzten Rohstoffvorräten der Erde berechnet und eine unterschiedliche Effizienz von landwirtschaftlicher Produktion, Geburtenkontrolle oder Umweltschutz angesetzt.

## Erstausgabe und weitere Ausgaben
In der Einführung der Erstausgabe gab U Thant, Generalsekretär der Vereinten Nationen, den …

„[…] Mitglieder(n) dieses Gremiums noch etwa ein Jahrzehnt zur Verfügung, um ihre alten Streitigkeiten zu vergessen und eine weltweite Zusammenarbeit zu beginnen, um das Wettrüsten zu stoppen, den menschlichen Lebensraum zu verbessern, die Bevölkerungsexplosion niedrig zu halten und den notwendigen Impuls zur Entwicklung zu geben. Wenn eine solche weltweite Partnerschaft innerhalb der nächsten zehn Jahre nicht zustande kommt, so werden, fürchte ich, die erwähnten Probleme derartige Ausmaße erreicht haben, daß ihre Bewältigung menschliche Fähigkeiten übersteigt.“

### 1972: Ergebnisse der ursprünglichen Veröffentlichung

Standardlauf des Weltmodells von 1972

Eine der möglichen Stabilisierungen des Weltmodells von 1972 („Stabilized World Model II“)

Die zentralen Schlussfolgerungen des Berichtes waren:

„Wenn die gegenwärtige Zunahme der Weltbevölkerung, der Industrialisierung, der Umweltverschmutzung, der Nahrungsmittelproduktion und der Ausbeutung von natürlichen Rohstoffen unverändert anhält, werden die absoluten Wachstumsgrenzen auf der Erde im Laufe der nächsten hundert Jahre erreicht.“

| Das Projektteam                |
| ------------------------------ |
| Dennis Meadows (USA)           |
| Alison A. Anderson (USA)       |
| Ilyas Bayar (Türkei)           |
| Farhad Hakimzadeh (Iran)       |
| Judith A. Machen (USA)         |
| Donella Meadows (USA)          |
| Nirmala S. Murthy (Indien)     |
| Jørgen Randers (Norwegen)      |
| John A. Seeger (USA)           |
| Erich Zahn (Deutschland)       |
| Jay M. Anderson (USA)          |
| William W. Behrens III (USA)   |
| Steffen Harbordt (Deutschland) |
| Peter Milling (Deutschland)    |
| Roger F. Naill (USA)           |
| Stephen Schantzis (USA)        |
| Marilyn Williams (USA)         |

Das Erreichen der Wachstumsgrenzen könnte zu einem ziemlich raschen und nicht aufzuhaltenden Absinken der Bevölkerungszahl und der industriellen Kapazität führen, wenn dadurch die Umwelt irreparabel zerstört oder die Rohstoffe weitgehend verbraucht würden. Ein Ändern der Wachstumsvoraussetzungen, um einen ökologischen und wirtschaftlichen Gleichgewichtszustand herbeizuführen, der auch in weiterer Zukunft aufrechtzuerhalten sei, erschien jedoch möglich. Je eher sich die Menschheit entschließe, diesen Gleichgewichtszustand herzustellen, und je rascher sie damit beginne, desto größer wären die Chancen, ihn auch zu erreichen.
Hinsichtlich möglicher Lösungsstrategien heißt es:

„Unsere gegenwärtige Situation ist so verwickelt und so sehr Ergebnis vielfältiger menschlicher Bestrebungen, daß keine Kombination rein technischer, wirtschaftlicher oder gesetzlicher Maßnahmen eine wesentliche Besserung bewirken kann. Ganz neue Vorgehensweisen sind erforderlich, um die Menschheit auf Ziele auszurichten, die anstelle weiteren Wachstums auf Gleichgewichtszustände führen. Sie erfordern ein außergewöhnliches Maß von Verständnis, Vorstellungskraft und politischem und moralischem Mut. Wir glauben aber, daß diese Anstrengungen geleistet werden können, und hoffen, daß diese Veröffentlichung dazu beiträgt, die hierfür notwendigen Kräfte zu mobilisieren.“

Weltweite Maßnahmen und internationale Zusammenarbeit sei hierzu unbedingt nötig. Auf die Schwierigkeiten „kopernikanischen Ausmaßes“ wird klar hingewiesen. Jedoch drücken die Autoren auch ihre Hoffnung aus, dass sich die Menschheit noch zu diesen Entschlüssen durchringen könne, um ihr Überleben und einen „guten materiellen Lebensstandard“ in Form eines Gleichgewichtszustandes zu sichern.
Die Zusammenbruchs-Szenarien wurden – unter anderem – mit der Dynamik eines exponentiellen Wachstums begründet. Der Bericht beschreibt daher im ersten Teil die Mathematik des exponentiellen Wachstums sehr ausführlich und allgemeinverständlich. Im Falle der Weltbevölkerung gab es um 1650 eine Verdopplungszeit von 250 Jahren. 1970 betrug die Verdopplungszeit der Weltbevölkerung aber nur noch 33 Jahre. Ein solches Wachstum nannten die Autoren „superexponentiell“. Die Aussagen des Berichts zur Weltbevölkerung im Jahr 2000 sind inzwischen überprüfbar. In diesem Jahr lebten mit sechs Milliarden Menschen annähernd genau so viele Menschen, wie im Standardlauf des Weltmodells berücksichtigt wurden.
Der zweite wesentliche Effekt in den Szenarien war die Einführung von Regelkreisen, mit denen sich die verschiedenen Komponenten des Weltmodells gegenseitig beeinflussten. Beispielsweise ist das Bevölkerungswachstum abhängig von der Geburten- und der Sterberate. Solange die Geburtenrate höher als die Sterberate ist, wächst die Bevölkerung. Ist die Sterberate höher, so sinkt sie. Geburten- und Sterberate sind aber abhängig von der medizinischen Versorgung und der Nahrungsmittelproduktion. Nahrungsmittelproduktion und medizinische Versorgung hängen wiederum von der Industrieproduktion ab, da diese Auswirkungen auf die Bereitstellung von Technologien für die Landwirtschaft und das Gesundheitswesen hat.
Eine Besonderheit war zu der Zeit, dass die Simulationen mit Hilfe von Computern erstellt wurden. Die damals bekannten Daten zur Entwicklung der Weltbevölkerung, der Industrieproduktion, der Umweltverschmutzung, der Nahrungsmittelproduktion, der Rohstoffvorräte und andere Daten speiste man in das World3 genannte Computermodell ein. World3 wurde in der Computersprache Dynamo geschrieben. Damals benötigte man Großrechner, um das Programm laufen zu lassen. Mit dem Erscheinen des 30-Jahre-Updates im Jahre 2004 wurde auch eine CD veröffentlicht, auf der das World3-Computermodell – in einer leicht modifizierten Variante 03 – als Computerprogramm enthalten ist, welches auf einem handelsüblichen PC ausführbar ist.
Die Simulationsergebnisse der meisten Szenarien ergaben ein weitergehendes, zunächst unauffälliges Bevölkerungs- und Wirtschaftswachstum bis zu einer ziemlich jähen Umkehr der Tendenz vor dem Jahr 2100. Nur sofortige durchgreifende Maßnahmen zum Umweltschutz, zur Geburtenkontrolle, zur Begrenzung des Kapitalwachstums sowie technologische Maßnahmen änderten dieses Systemverhalten, so dass auch Szenarien errechnet werden konnten, unter denen sich die Weltbevölkerung wie auch der Wohlstand langfristig konstant halten ließen. Zu diesen technologischen Maßnahmen gehörten Wiederverwendung von Abfällen, verlängerte Nutzungsdauer von Investitionsgütern und anderer Arten von Kapitalgütern sowie Handlungen zur langfristigen Erhöhung der Bodenfruchtbarkeit land- und forstwirtschaftlicher Betriebe. Die Autoren hatten nicht nur Katastrophenszenarien als Ergebnis erhalten, sondern auch Szenarien, die zu einem Zustand des Gleichgewichts führten.
Meadows et al. behandelten die wichtige Technologiefrage besonders ausführlich in einem eigenen Kapitel. In diesem wird unter anderem ein Szenario durchgerechnet, in dem es mithilfe der Technik gelingt, den Rohstoffverbrauch durch vollständiges Recycling auf Null zu senken. In einem weiteren Szenario werden „unbegrenzte Rohstoffvorräte“ und eine durch Technik massiv verringerte Umweltverschmutzung berücksichtigt, schließlich werden diese Modelle noch um erhöhte landwirtschaftliche Produktivität und perfekte Geburtenkontrolle ergänzt. Es zeigte sich, dass – gemäß der Modellvorstellung – auch maximale Technologie keinen Systemzusammenbruch verhindert, sofern das Produktionskapital unbegrenzt weiter wachsen würde, weil selbst eine maximale Technologie die negativen Folgen nicht mehr kompensieren könne:

„Aus diesem teuflischen Regelkreis können uns technische Lösungen allein nicht herausführen.“

Bevölkerungswachstum war in den Modellen zunächst eine Voraussetzung für die Steigerung der Wirtschaftsleistung, da die Bevölkerungszahl Auswirkungen auf die Rohstoffproduktion, die Nahrungsmittelproduktion, die nachgefragten Dienstleistungen und die Industrieproduktion hätten. Diese wirtschaftsfördernden Aspekte des Bevölkerungswachstums würden aber bei einer Grenzüberschreitung ins Gegenteil umschlagen, da die Kapitalabnutzung dann größer als die Investitionsrate wäre. Dies wäre zum Beispiel dann der Fall, wenn die Kosten der Rohstoffgewinnung immer weiter anstiegen, weil die ergiebigen Lagerstätten erschöpft wären und auf immer minderwertigere Lager zugegriffen werden müsste. Es könne also nach den Ergebnissen des 1972er-Berichts kein unendliches Bevölkerungswachstum geben, ohne dadurch irgendwann auch das Industriekapital zu beeinträchtigen.
Den Autoren war bewusst, dass sie die Szenarien teilweise auf der Grundlage ungenügender Daten erstellten, daher wurden Modellläufe sowohl unter der Annahme gleichbleibender wie auch bis zu fünf Mal höherer Reserven, als 1972 nachgewiesen waren, durchgeführt. Hinzu kamen jeweils unterschiedliche Vorgaben für das Wirtschaftswachstum. Trotzdem waren aber in den meisten Szenarien die Rohstoffvorräte vor dem Jahr 2100 erschöpft. In dem Bericht wurde deutlich erklärt, dass keine Voraussagen gemacht würden, sondern nur „Hinweise auf die im Weltsystem charakteristischen Verhaltensweisen“ gegeben würden.
Die erste Studie von Meadows et al. wie auch die politisch bedingte Ölkrise von 1973 lösten ein Umdenken insbesondere in den westlichen Staaten aus. Danach kam es zur Entwicklung neuer Technologien, erhöhter Energieeffizienz und einem „qualitativen Wachstum“ mit stärkerer Entkoppelung von Wirtschaftswachstum, Energieverbrauch und Umweltverschmutzung. In den Ostblockstaaten, so etwa der DDR, wurden Meadows Thesen regierungsamtlich als „feindlich-negativ“ abgelehnt, aber angesichts erheblicher Umweltprobleme insbesondere von der kirchlichen Umweltbewegung und Opposition eingeführt und thematisiert.

### Reaktionen auf die Veröffentlichung 1972
Direkt im Anschluss an die Veröffentlichung kam es zu kontroversen Reaktionen. Henry Wallich von der Yale University bezeichnete in einem Leitartikel (13. März 1972) in Newsweek Die Grenzen des Wachstums als unverantwortlichen Unfug („irresponsible nonsense“). Meadows Katastrophenszenarien würden dazu benutzt, stark von politischen Vorstellungen geprägte subjektive Zukunftsvisionen zu propagieren.
Julian L. Simon und Herman Kahn und spätere Kritiker kritisierten ein Ausblenden des technischen Fortschritts in einer reinen Trendextrapolation. Simon und andere halten Bevölkerungswachstum wie im Baby Boom für eine Voraussetzung, nicht ein Hindernis wirtschaftlichen Fortschritts. Allen Kneese und Ronald Riker kritisierten eine uneinheitliche Verwendung von Wachstumsfunktionen: während Bevölkerung, Kapital und Umweltverschmutzung exponentiell wüchsen, würde bei entsprechenden Technologien zur besseren Ressourcennutzung und verringerter Umweltverschmutzung – wenn überhaupt – nur ein lineares Wachstum angenommen. In dem Zusammenhang wurde Meadows auch ein neomalthusianisches Vorgehen unterstellt.
Von Anfang an und bis in die Gegenwart wird häufig kritisiert, dass das Versiegen einzelner Rohstoffe zu bestimmten Jahreszahlen noch im 20. Jahrhundert vorhergesagt würde. Diese Behauptung wird benutzt, die Aussagen des Buches in Gänze zu diskreditieren. Ob Grenzen des Wachstums diese falsche Vorhersage enthält, ist umstritten. Eine mögliche Sichtweise ist, dass es sich um eine Fehlinterpretation handelt: Die Studie listet für Rohstoffe jeweils drei „Indexzahlen“ für die Knappheit auf, von denen die Kritiker eine als Reichweitenprognose fehlinterpretieren. Die andere Sichtweise ist, dass tatsächlich ein Versiegen im 20. Jahrhundert impliziert wurde oder zumindest die Verwechslungsmöglichkeit in Kauf genommen wurde. Ein Indiz für diese Sichtweise ist, dass der Umweltrat der US-Regierung am Beginn des Abschnitts über nichtregenerierbare Rohstoffe unkommentiert mit folgender Aussage zitiert wird: „Bei der gegenwärtigen Expansionsrate […] können Silber, Zink und Uran selbst bei sehr hohen Preisen noch in diesem Jahrhundert knapp werden.“
Auf der anderen Seite wird die Sichtweise, dass die Kritiker eine Fehlinterpretation vornehmen, dadurch unterstützt, dass
- der Gesamttext spätere Kollapszeitpunkte und Prognosen über Rohstoffpreise „in 100 Jahren“[30] macht,
- die von den Kritikern als Reichweitenprognose benutzte Zahl unterstellen würde, dass keinerlei Rohstoffvorkommen nach 1970 mehr gefunden würden, und
- dass die späteren Ausgaben von Grenzen des Wachstums den Punkt Reichweitenprognose deutlich differenzierter darstellen, aber sich an den Grundaussagen des Buches nichts ändert. Insofern wäre die Diskussion der Interpretation der Indexzahlen irrelevant, weil die anderen Aussagen des Buches unabhängig davon Bestand haben.

Robert Jungk hielt damals solche Argumente für nicht stichhaltig:

„Ich vergleiche solche Arbeiten mit den frühen Landkarten, es gab viele weiße Flecken drauf, sie waren falsch sogar zum Teil, aber es waren zumindest Karten. Und man konnte versuchen, sich zu orientieren.“

Im Jahr 1974 wurde der technische Bericht zu Grenzen des Wachstums mit dem Titel Dynamics of Growth in a Finite World von Wright-Allen Press herausgegeben. Das 637 Seiten starke Werk enthält neben der Diskussion und Umsetzung der gewählten statistischen Daten in Parameter und Tafeln, die Erläuterung der gewählten Rückkopplungen, den vollständigen DYNAMO-Code des Modells und viele Simulations-Szenarien. Als Autoren zeichneten  Dennis Meadows, William Behrens, Donella Meadows, Roger Nail, Jorgen Randers und Erich Zahn.
Im Juni 2008 veröffentlichte Graham Turner von der Commonwealth Scientific and Industrial Research Organisation (CSIRO) eine Studie, in der er die historischen Daten für die Jahre von 1970 bis 2000 mit den Szenarien der ursprünglichen Studie von 1972 verglich. Er fand eine große Übereinstimmung mit den Vorhersagen des Standardszenarios, das in einem globalen Kollaps in der Mitte des 21. Jahrhunderts resultiert. Im Jahr 2014 veröffentlichte er eine aktualisierte Studie, in der er zu einem ähnlichen Schluss kam: Die Welt verändere sich weitgehend so, wie es dem business-as-usual-Szenario entsprechen würde.

### Ausgaben
- Donella Meadows, Dennis Meadows, Jørgen Randers, William W. Behrens III: The Limits to Growth. A Report for the Club of Rome’s Project on the Predicament of Mankind. Universe Books, New York 1972, ISBN 0-87663-165-0.
  - Die Grenzen des Wachstums. Bericht des Club of Rome zur Lage der Menschheit. Aus dem Amerikanischen von Hans-Dieter Heck. Deutsche Verlags-Anstalt, Stuttgart 1972, ISBN 3-421-02633-5; Rowohlt, Reinbek bei Hamburg 1973, ISBN 3-499-16825-1.
- Donella Meadows, Dennis Meadows & Jørgen Randers: Beyond the limits. Global collapse or a sustainable future. Earthscan Publications, 1992, ISBN 1-85383-130-1.
  - Die neuen Grenzen des Wachstums. Die Lage der Menschheit: Bedrohung und Zukunftschancen. Aus dem Amerikanischen von Hans-Dieter Heck. Deutsche Verlags-Anstalt, Stuttgart 1992, ISBN 3-421-06626-4; Rowohlt, Reinbek bei Hamburg 1993, ISBN 3-499-19510-0.
- Donella Meadows, Dennis Meadows & Jørgen Randers: Limits to Growth: The 30-Year Update. Chelsea Green, 2004, ISBN 1-931498-58-X. (Archivierte Synopsis als PDF (Memento vom 28. Oktober 2012 im Internet Archive))
- Dennis Meadows et al.: Dynamics of Growth in a Finite World. Wright-Allen Press 1974, ISBN 0-9600294-4-3.
  - Grenzen des Wachstums, das 30-Jahre-Update. Signal zum Kurswechsel. Hirzel, Stuttgart 2006, ISBN 978-3-7776-1384-0.
- Jørgen Randers: 2052: A Global Forecast for the Next Forty Years. Chelsea Green, 2012, ISBN 978-1-60358-421-0, deutsch: 2052. Der neue Bericht an den Club of Rome, oekom, München 2012, ISBN 978-3-86581-398-5.

## Analysen und Vorschläge 1972–2010

### 1992: Die neuen Grenzen des Wachstums
1992 wurden Die neuen Grenzen des Wachstums veröffentlicht. Neue Erkenntnisse (beispielsweise größere Rohstoffvorkommen als 20 Jahre zuvor bekannt) und die in der Zwischenzeit eingetretene Entwicklung wurden in die aktualisierten Simulationen aufgenommen, dennoch bleiben die Ergebnisse in der Tendenz ähnlich. Ebenso wie im 1972er-Bericht enden die meisten Szenarien mit „Grenzüberziehung und Zusammenbruch“. Durch Geburtenbeschränkung, Produktionsbeschränkung, Technologien zur Emissionsbekämpfung, Erosionsverhütung und Ressourcenschonung ließe sich aber ein Gleichgewichtszustand erreichen. Je später mit diesen Maßnahmen begonnen würde, desto niedriger wäre der erreichbare materielle Lebensstandard. Insgesamt wurden 13 Szenarien in dem Bericht vorgestellt, von denen drei zu einem Gleichgewichtszustand führen.
Die Simulationen von 1992 wurden vor dem Hintergrund einer gegenüber 1972 verbesserten Datensituation durchgeführt. So erwähnten die Autoren 1972 die Klimawirkung durch Treibhausgase zwar, konnten die Folgen jedoch nicht überblicken. 1992 konnte der menschengemachte Treibhauseffekt bereits sehr viel besser abgeschätzt werden. Ein eigenes Kapitel wird dem durch FCKW verursachten Abbau der Ozonschicht gewidmet. Hierin wird einerseits das Problem einer Grenzüberziehung durch FCKW-Emissionen beschrieben und andererseits aber auch deutlich gemacht, dass die Menschheit fähig ist, auf globale Probleme zu reagieren und internationale Vereinbarungen zum Schutz der Ozonschicht zu beschließen.

### 2004: Das 30-Jahre-Update

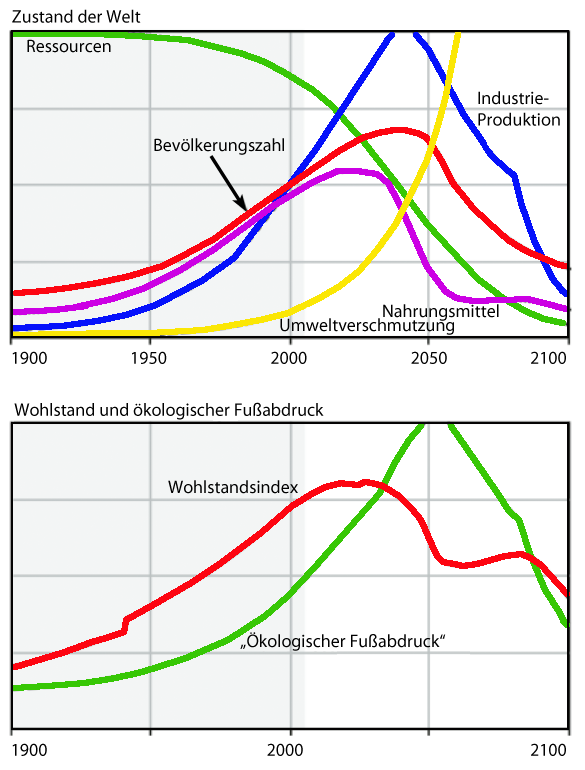
„Weiter wie bisher“: Dieses Modell geht von technologischen Fortschritten bei der Ressourcenförderung und weiteren Lagerstätten aus. Die Industrie kann 20 Jahre länger wachsen. Im Jahr 2040 erreicht die Weltbevölkerung ihren Höchststand bei 8 Milliarden; bei einem viel höheren Konsumniveau. Dadurch steigt die Umweltverschmutzung, drückt die landwirtschaftlichen Erträge und erfordert enorme Investitionen in die Erhaltung der Produktionsmethoden. Die Bevölkerung verringert sich schließlich aufgrund von Nahrungsmittelknappheit und durch die negativen gesundheitlichen Auswirkungen der Umweltverschmutzung.

Im Jahr 2004 veröffentlichten die Autoren das 30-Jahre-Update. Darin brachten sie die verwendeten Daten auf den neuesten Stand, nahmen leichte Veränderungen an ihrem Computermodell World3 vor und errechneten anhand verschiedener Szenarien mögliche Entwicklungen ausgehend vom Jahr 2002 bis zum Jahr 2100. In den meisten der errechneten Szenarien ergibt sich ein Überschreiten der Wachstumsgrenzen und ein anschließender Kollaps („overshoot and collapse“) bis spätestens 2100. Fortführung des „business as usual“ der letzten 30 Jahre führe zum Kollaps ab dem Jahr 2030.
Auch bei energischem Umsetzen von Umweltschutz- und Effizienzstandards kann diese Tendenz oft nur abgemildert, aber nicht mehr verhindert werden. Erst die Simulation einer überaus ambitionierten Mischung aus Einschränkung des Konsums, Kontrolle des Bevölkerungswachstums, Reduktion des Schadstoffausstoßes und zahlreichen weiteren Maßnahmen ergibt eine nachhaltige Gesellschaft bei knapp 8 Mrd. Menschen.
Die Studie von 2004 geht auch auf die Entwicklung von 1972 bis 2002 ein und beschreibt unter anderem
- eine Zunahme des sozialen Gefälles (20 % der Erdbevölkerung verfügten über 85 % des globalen Bruttoinlandsprodukts (BIP))
- die Bodenqualität (40 % der Ackerflächen würden übernutzt)
- die Überfischung (75 % der Fischbestände seien bereits abgefischt) und wie bereits 1972, dass
- die Erschöpfung fossiler Rohstoffe in wenigen Jahrzehnten bevorstehe.

Die Autoren nehmen an, dass die Kapazität der Erde, Rohstoffe zur Verfügung zu stellen und Schadstoffe zu absorbieren (siehe ökologischer Fußabdruck) bereits im Jahr 1980 überschritten worden sei und weiterhin überschritten werde (im Jahr 2004 schon um ca. 20 %).

## 2012 – 40 Jahre danach

### Die 40-Jahre-Prognose bis 2052
Im Mai 2012 stellte Jørgen Randers, der bereits bei der ersten Publikation von 1972 unter den Autoren gewesen war, bei einer Veranstaltung des Club of Rome eine abermals erneuerte Prognose unter dem Titel 2052: A Global Forecast for the Next Forty Years vor.

### Already Beyond? – 40 Years Limits to Growth

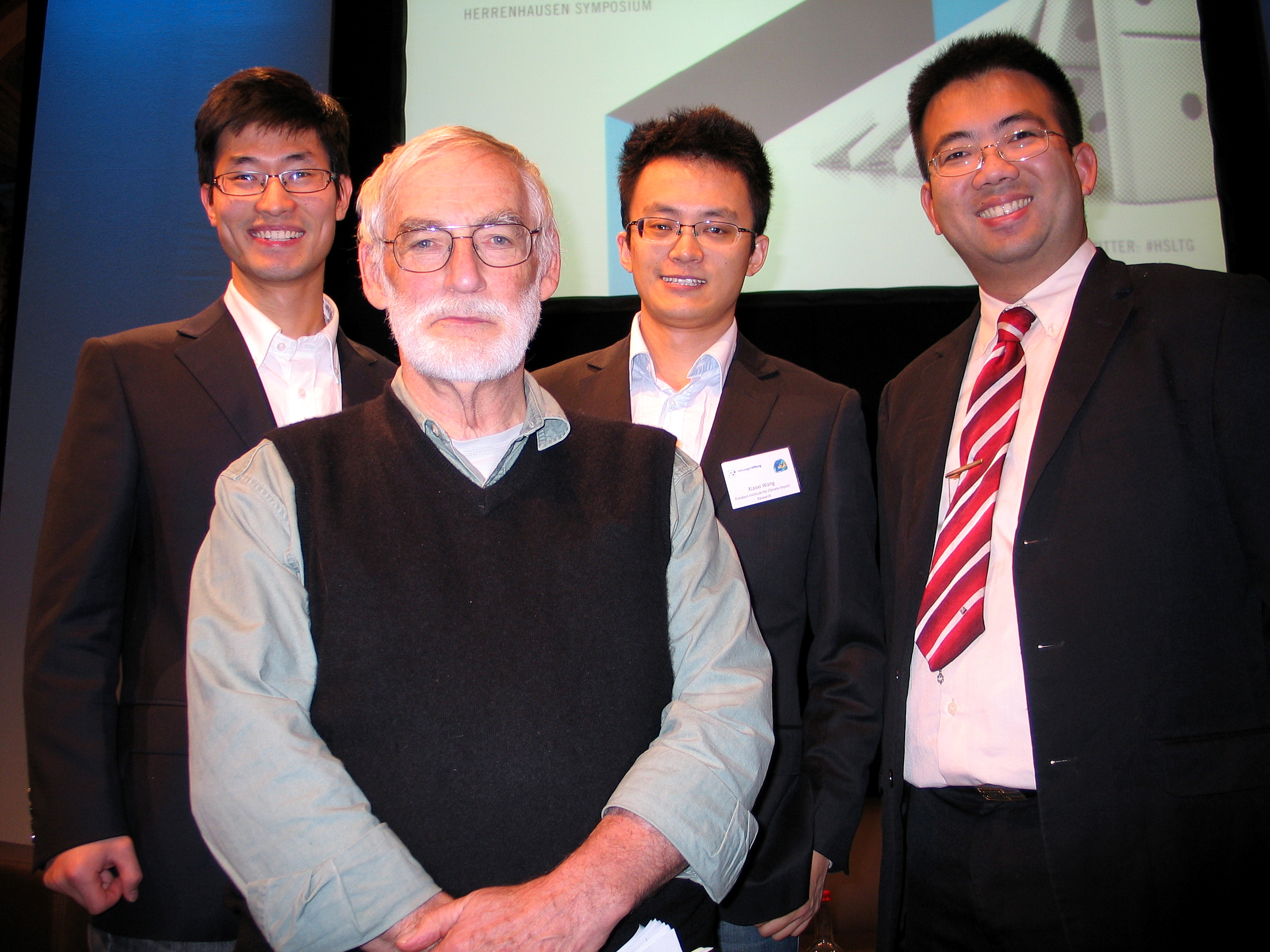
Nachwuchs-Wissenschaftler aus China und Indonesien mit Dennis Meadows

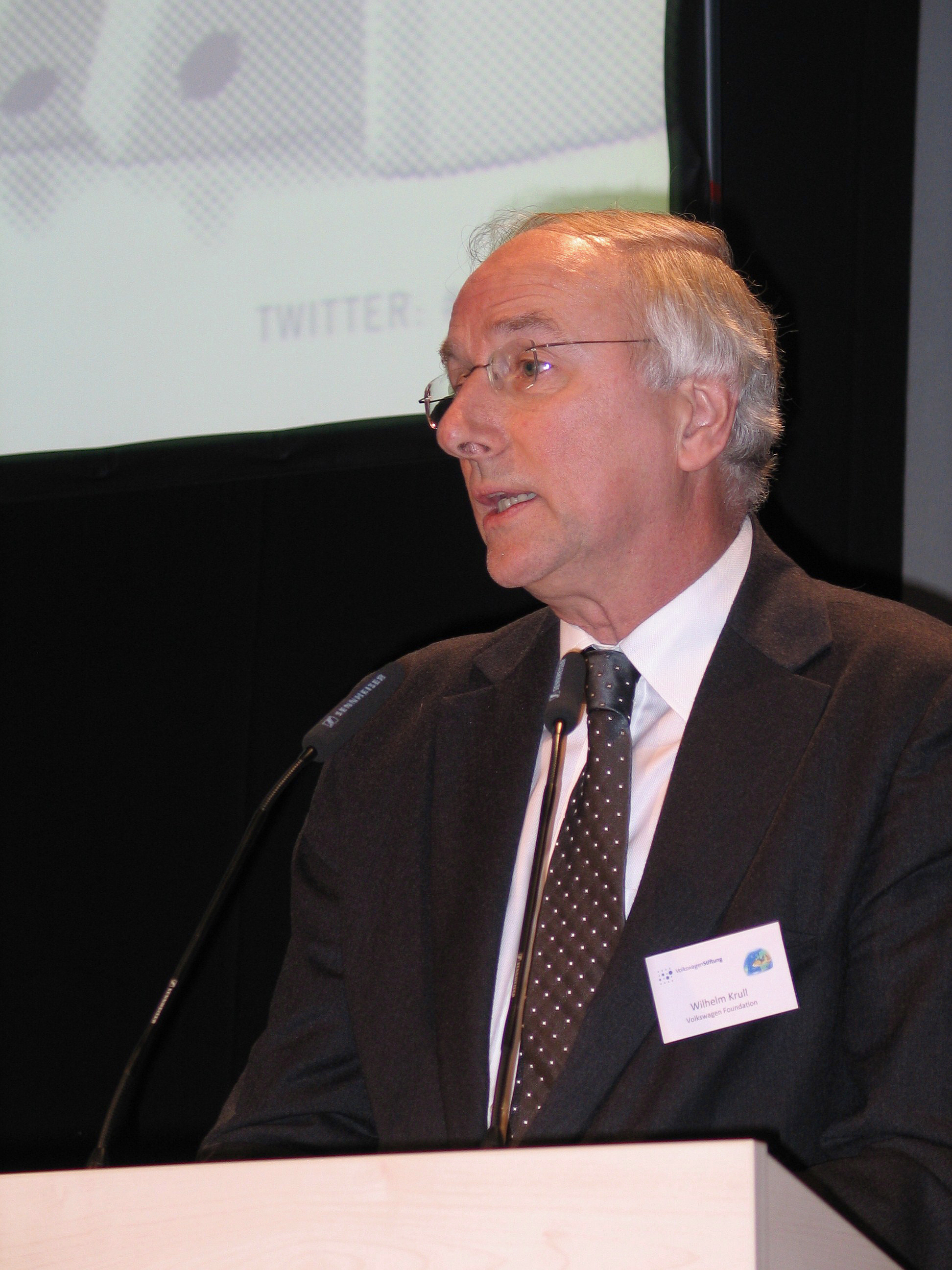
Wilhelm Krull, Generalsekretär der Volkswagenstiftung, dankte den Teilnehmern des Herrenhäuser Symposiums

40 Jahre, nachdem die Volkswagenstiftung die erste Studie zu den Grenzen des Wachstums finanziert hatte, lud die Volkswagenstiftung Ende November 2012 in ihrer Veranstaltungsreihe Herrenhäuser Symposien zu einer zweitägigen Tagung unter dem Titel Already Beyond? – 40 Years Limits to Growth (übers.: „Bereits zu spät? …“). Begleitet von einer Winterschool in Visselhövede unter dem Leitthema Limits to Growth Revisited für 60 Nachwuchs-Wissenschaftler, trafen sich im Galeriegebäude der Herrenhäuser Gärten in Hannover international „etablierte Fachvertreter“ zu der Konferenz, um über aktuelle Erkenntnisse zu diskutieren. Zu den Teilnehmern auf dem Podium gehörten, neben Dennis Meadows:
- Sanghamitra Bandyopadhyay, University of London
- Stefan Bringezu, ehemaliger Forschungsgruppenleiter des Wuppertal Instituts für Klima, Umwelt, Energie
- Dipesh Chakrabarty, University of Chicago
- Partha Dasgupta, Ökonom an der University of Cambridge
- Felix Ekardt, Universität Rostock
- Tyler J. Frazier, Technische Universität Berlin
- Sibylle Günter, wissenschaftliche Direktorin des Max-Planck-Instituts für Plasmaphysik
- Mark Jaccard, Intergovernmental Panel on Climate Change (IPCC)
- Wilhelm Krull, Generalsekretär der Volkswagenstiftung
- Zbigniew W. Kundzewicz, Polish Academy of Sciences, Poznań
- Jürgen Kurths, gewähltes Mitglied der Academia Europaea
- David Lam, University of Michigan
- David McAllister, Ministerpräsident von Niedersachsen
- Martin Meister, GEO International
- Dirk Messner, Direktor des Deutschen Instituts für Entwicklungspolitik
- Helga Nowotny, gewählte Präsidentin des Europäischen Forschungsrats
- Rüdiger Pethig, Universität Siegen
- Stefan W. Pickl, Universität der Bundeswehr
- Matin Qaim, Universität Göttingen
- Roland Rau, Universität Rostock
- Daniel Alexander Schacht, Hannoversche Allgemeine Zeitung
- Uwe Schneidewind, Präsident des Wuppertal Institut für Klima, Umwelt, Energie
- Max Schön, Präsident der Deutschen Gesellschaft Club of Rome
- Frank Uekötter, organisierte 2002 die Konferenz Nature Protection in Nazi Germany
- Wikus van Niekerk, Stellenbosch University, Südafrika
- Stephan Weil, Oberbürgermeister von Hannover und späterer Ministerpräsident Niedersachsens
- Harald Welzer, Mitbegründer und Direktor von Futurzwei

## 2016 – Ein Prozent ist genug

### Forderung: Wachstumsrate der Bevölkerung drosseln
Ein Prozent ist genug heißt der Bericht an den Club of Rome des Jahres 2016. Er trägt den Untertitel „Mit wenig Wachstum soziale Ungleichheit, Arbeitslosigkeit und Klimawandel bekämpfen“.
Der Titel der englischen Ausgabe lautet: „Reinventing prosperity“.
Die beiden Autoren Jørgen Randers und Graeme Maxton sind in der Beurteilung der Wochenzeitung Die Zeit zwei der weltweit einflussreichsten Zukunftsforscher.
Bundesentwicklungsminister Gerd Müller sagte bei der Buchvorstellung, dass der Club of Rome seiner Zeit immer voraus gewesen sei: „Unser westliches Wirtschafts- und Konsummodell … [sei] nicht das Zukunftsmodell für Indien und Afrika.“
In dem Buch geht es nicht nur um eine Begrenzung des Wachstums in den Industrieländern, sondern um eine Abkehr vom derzeitigen marktradikalen Denken insgesamt und um einen radikalen Umbau der Volkswirtschaften.
„Das Wirtschaftssystem ist eher der Grund unserer Probleme und nicht ihre Lösung“, so die Autoren.
Mit ihren Thesen versprechen sie sich Zustimmung breiter Kreise: „Unsere Vorschläge dürften für die demokratische Mehrheit der Wähler sehr attraktiv sein, denn so gut wie alle Maßnahmen schaffen nicht nur langfristig eine bessere Welt, sondern auch kurzfristig unmittelbare Vorteile für die meisten Menschen“.
Neben dem Wirtschaftssystem geht es den Autoren um die Begrenzung der Weltbevölkerung. Die Verdoppelung der Bevölkerung in den vergangenen 50 Jahren identifizieren sie als die Hauptursache für die fortschreitende Zerstörung unseres Planeten und plädieren dafür, die Wachstumsrate der Bevölkerung weiter zu drosseln bzw. ins Negative zu kehren.

### 13 Vorschläge zur Verminderung von Arbeitslosigkeit, Ungleichheit und Erderwärmung
1. Verkürzung der Jahresarbeitszeit, damit jeder mehr Freizeit hat.
2. Anhebung des Renteneintrittsalters, damit ältere Menschen ihren Lebensunterhalt so lange selbst bestreiten können, wie sie wollen.
3. Eine Neudefinition des Begriffs „bezahlte Arbeit“, der auch die häusliche Pflege von Angehörigen umfasst.
4. Erhöhung des Arbeitslosengeldes, um während des Übergangs die Nachfrage zu stärken.
5. Erhöhung der Steuern von Unternehmen und Reichen, um die Gewinne umzuverteilen, vor allem die aus der Automatisierung.
6. Verstärkter Einsatz grüner Konjunkturpakete, finanziert durch zusätzlich „gedrucktes“ Geld oder Steuererhöhungen, damit der Staat auf den Klimawandel reagieren und Einkommen umverteilen kann.
7. Besteuerung fossiler Brennstoffe und faire Verteilung der Erlöse auf alle Bürger, damit kohlenstoffarme Energie konkurrenzfähig wird.
8. Verlagerung von der Einkommensbesteuerung auf die Besteuerung von Emissionen und Rohstoffverbrauch, um den ökologischen Fußabdruck zu verringern, Arbeitsplätze zu erhalten und die Nutzung von Rohstoffen zurückzufahren.
9. Erhöhung der Erbschaftssteuern zur Verringerung der Ungleichheit und zur Erhöhung der staatlichen Einnahmen.
10. Förderung gewerkschaftlicher Organisation, um die Einkommen zu steigern und die Ausbeutung zu verringern.
11. Beschränkung des Außenhandels, wo nötig, um Arbeitsplätze zu erhalten, das allgemeine Wohlergehen zu erhöhen und die Umwelt zu schützen.
12. Förderung kleinerer Familien (Geburtenkontrolle), um den Bevölkerungsdruck auf den Planeten zu verringern.
13. Einführung eines existenzsichernden Grundeinkommens für diejenigen, die es am dringendsten brauchen, damit alle ohne Zukunftsangst leben können.

Quelle:

### Zuckersteuer, Freihandelsbeschränkung und Geburtenkontrolle in Industriestaaten
- Steuern auf Zucker: Die Folgen von Fettleibigkeit, Depressionen und verkürzter Lebenszeit sollen von den Herstellern der entsprechenden Lebensmittel getragen werden.[47][44]
- Abkehr vom Freihandel: Ein liberalisierter Handel könne die Arbeitslosigkeit verschlimmern, weil er den Unternehmen die Verlagerung von Arbeitsplätzen ins Ausland erleichtere.[48][47][44]
- Geburtenkontrolle in Industriestaaten: Kinder in Industriestaaten verbrauchen 30-mal so viele Ressourcen wie Kinder in Entwicklungsländern. Deshalb müssten die Geburtenzahlen auch in Industriestaaten sinken. Frauen, die höchstens ein Kind bekommen, sollten deshalb eine Geldprämie erhalten.[48]

## 2022 Earth for all
50 Jahre nach der Simulation für Grenzen des Wachstums wurde eine verbesserte Version der Simulation entwickelt und von Experten wurden Vorschläge ausgearbeitet, um mehr Gerechtigkeit für arme Länder, mehr Gleichheit innerhalb der Länder, mehr Geschlechtergerechtigkeit, die notwendige Energiewende und eine nachhaltige Landwirtschaft zu erreichen. Diese Vorschläge wurden mit der Simulation für die Welt insgesamt und für 10 Regionen überprüft.

## Wachstumskritische Veröffentlichungen

### Tradition
Die Grenzen des Wachstums steht in einer langen Tradition von wachstumskritischen Veröffentlichungen. Die Kritik an exponentiellen Wachstumsprozessen ist jahrtausendealt. Bekannt sind die Weizenkornlegende und der Josephspfennig. Auch in der Bibel wird an mehreren Stellen ein Zinsverbot ausgesprochen, z. B. im Deuteronomium 23,20–21:

„Du sollst deinem Bruder keinen Zins auferlegen, Zins für Geld, Zins für Speise, Zins für irgendeine Sache, die man gegen Zins ausleiht. Dem Fremden magst du Zins auferlegen, aber deinem Bruder darfst du nicht Zins auferlegen, damit der Herr, dein Gott, dich segnet in allem Geschäft deiner Hand in dem Land, in das du kommst, um es in Besitz zu nehmen.“

Ebenso im Koran, in Sure 3, Vers 130:

„Ihr Gläubigen! Nehmt nicht Zins, indem ihr in mehrfachen Beträgen wiedernehmt, was ihr ausgeliehen habt!“

Dem Kapitel I des Berichts Die Grenzen des Wachstums stellten die Autoren ein Zitat von Han Fei-Tzu voraus (ca. 240 v. Chr.):

„Die Menschen meinen, fünf Söhne seien nicht zuviel und jeder Sohn habe fünf Söhne; wenn der Großvater stirbt hat er fünfundzwanzig Nachkommen. Deshalb gibt es immer mehr Menschen und ihr Reichtum schwindet dahin; sie arbeiten hart um geringen Lohn.“

Aristoteles sagte im Jahre 322 v. Chr.:
Thomas Robert Malthus warnte 1798 in seinem Aufsatz The Principle of Population vor der Bevölkerungsfalle, die durch Bevölkerungswachstum entstünde. 1865 prognostizierte William Stanley Jevons in The Coal Question eine Erschöpfung der Kohlevorkommen für das Jahr 1980 und formulierte das Jevons’ Paradoxon: Technischer Fortschritt, der zu einer effizienteren Nutzung von Rohstoffen führt, kann dennoch zu einem Mehrverbrauch dieser Rohstoffe führen.
Infolge des Berichts Die Grenzen des Wachstums erschienen wiederum eine Reihe von wachstumskritischen Berichten und Umweltszenarien, teilweise mit internationaler Verbreitung, teilweise mit regionalem Bezug. Der bedeutendste Folgebericht ist wahrscheinlich Global 2000 – Der Bericht an den Präsidenten. Im Anhang dieses Berichtes werden auch die verschiedenen Weltmodelle diskutiert, von denen World3 nur eines von vielen ist, Global 2000 selbst basierte auf dem sogenannten „Weltmodell der Regierung“ (gemeint ist die US-Regierung). Im deutschsprachigen Raum erschien 1994 das Buch Wahnsinn Wachstum von Reiner Klingholz. In dem reich bebilderten Werk wurden auch die Diagramme der Studie Die neuen Grenzen des Wachstums gezeigt. Auf diese Kurven griff auch der 1995 erschienene Bericht an den Club of Rome Faktor 4 – Doppelter Wohlstand – halbierter Naturverbrauch von Ernst Ulrich von Weizsäcker, Amory B. Lovins und L. Hunter Lovins, zurück.
Etwa zur selben Zeit wie das 30-Jahre-Update ergab das 2005 veröffentlichte Millennium Ecosystem Assessment, dass von 24 Schlüssel-Ökosystemen 15 übernutzt werden, was einer Quote von 60 % entspricht. Bei einigen Systemen zeigten sich die Folgen bereits, bei anderen würde die Funktionsfähigkeit unter andauerndem Stress in Zukunft nachlassen, so die Schlussfolgerungen der Studie.

### Teil der Zeit-Bibliothek der 100 Sachbücher
Die Grenzen des Wachstums wurde in die Zeit-Bibliothek der 100 Sachbücher aufgenommen.